# Bixad (Satu Mare)
Pour les articles homonymes, voir Bixad.
Bixad (Bikszád en hongrois) est une commune roumaine du județ de Satu Mare, dans la région historique de Transylvanie et dans la région de développement du Nord-ouest.

## Géographie
La commune de Bixad est située dans le nord-est du județ, au pied des monts Oaș, à la frontière avec l'Ukraine, à 5 km au nord-ouest de Negrești-Oaș et à 49 km au nord-est de Satu Mare, le chef-lieu du județ. La commune appartient à la micro-région du pays Oaș qui regroupe dix communes autour de Negrești-Oaș.
La municipalité est composée des trois villages suivants (population en 2002) :
- Bixad (2 777), siège de la commune ;
- Boinești (1 706) ;
- Trip (3 061).

## Histoire
La première mention écrite du village de Bixad date de 1478.
La commune, qui appartenait au royaume de Hongrie, faisait partie de la principauté de Transylvanie et elle en a donc suivi l'histoire.
Jusqu'au début du XVIIIe siècle, le village était construit plus dans les montagnes (lieu-dit aujourd'hui Piatra Bixadului), mais à la suite de glissements de terrain, il a été abandonné et reconstruit plus bas, à son emplacement actuel
Après le compromis de 1867 entre Autrichiens et Hongrois de l'empire d'Autriche, la principauté de Transylvanie disparaît et, en 1876, le royaume de Hongrie est partagé en comitats. Bixad intègre le comitat de Szatmár (Szatmár vármegye).
Au début du XXe siècle, avec l'ouverture de la ligne de chemin de fer vers Satu Mare, Bixad devient une station thermale renommée qui garde de nos jours quelques vestiges de cette époque, bien que la station soit maintenant fermée.
À la fin de la Première Guerre mondiale, l'Empire austro-hongrois disparaît et la commune rejoint la Grande Roumanie au traité de Trianon. 
En 1940, à la suite du deuxième arbitrage de Vienne, elle est annexée par la Hongrie jusqu'en 1944, période durant laquelle sa communauté juive est pratiquement exterminée par les nazis. Elle réintègre la Roumanie après la Seconde Guerre mondiale au traité de Paris en 1947.

## Politique
| Période                                  | Période  | Identité   | Étiquette | Qualité |
| ---------------------------------------- | -------- | ---------- | --------- | ------- |
| Les données manquantes sont à compléter. |          |            |           |         |
| 2008                                     | En cours | Ioan Tătar | PNL       |         |

| Parti | Parti                                            | Sièges |
| ----- | ------------------------------------------------ | ------ |
|       | Parti national libéral (PNL)                     | 7      |
|       | Parti social-démocrate (PSD)                     | 3      |
|       | Alliance des libéraux et démocrates (ALDE)       | 2      |
|       | Parti national paysan chrétien-démocrate (PNȚCD) | 2      |
|       | Parti du pouvoir humaniste (PPU)                 | 1      |

## Religions
En 2002, la composition religieuse de la commune était la suivante :
- Chrétiens orthodoxes, 80,61 % ;
- Grecs-Catholiques, 13,44 % ;
- Catholiques romains, 5,16 % ;
- Réformés, 0,29 %.

## Démographie
En 1910, à l'époque austro-hongroise, la commune comptait 2 880 Roumains (85,06 %), 241 Allemands (7,12 %), 192 Hongrois (5,67 %) et 43 Slovaques (1,27 %).
En 1930, on dénombrait 3 484 Roumains (86,75 %), 339 Juifs (8,44 %), 127 Hongrois (3,16 %), 40 Slovaques (1,00 %) et 11 Tsiganes (0,27 %).
En 1956, après la Seconde Guerre mondiale, 5 134 Roumains (91,30 %) côtoyaient 294 Hongrois (5,23 %), 67 Tsiganes (1,19 %), 61 Slovaques (1,08 %) et 55 Juifs (0,98 %).
En 2002, la commune comptait 7 377 Roumains (97,79 %), 83 Tsiganes (1,10 %), 40 Hongrois (0,53 %) et 39 Slovaques (0,52 %). On comptait à cette date 2 625 ménages et 2 470 logements.
| 1880  | 1890  | 1900  | 1910  | 1920  | 1930  | 1941  | 1956  | 1966  |
| ----- | ----- | ----- | ----- | ----- | ----- | ----- | ----- | ----- |
| 2 694 | 2 910 | 3 214 | 3 386 | 3 467 | 4 016 | 4 654 | 5 623 | 6 539 |

| 1977  | 1992  | 2002  | 2007  | - | - | - | - | - |
| ----- | ----- | ----- | ----- | - | - | - | - | - |
| 6 820 | 7 810 | 7 544 | 7 486 | - | - | - | - | - |

## Économie
L'économie de la commune repose sur l'agriculture, l'élevage, l'exploitation des forêts et la transformation du bois.

## Communications

### Routes
Bixad est reliée par la route régionale DJ109L à Negrești-Oaș et par la DJ109K à Orașu Nou et Satu Mare au sud-ouest et à Călinești-Oaș à l'ouest.

### Voies ferrées
Bixad était le terminus de la ligne des chemins de fer roumains (Căile Ferate Române) Satu Mare-Bixad qui la relie ainsi à Negrești-Oaș. Elle a été désaffectée en 2013.

## Lieux et monuments
- Bixad, monastère orthodoxe des saints Pierre et Paul. Ce monastère, créé au XVIIe siècle a été un des plus importants monastères grecs-catholiques jusqu'en 1948 où l'Église grecque-catholique roumaine a été interdite et ses biens confisqués et transférés à l'Église orthodoxe de Roumanie. Le monastère a alors été fermé et il a rouvert en 1989 en tant que monastère orthodoxe[7].